# Museum geboortehuis René De Clercq

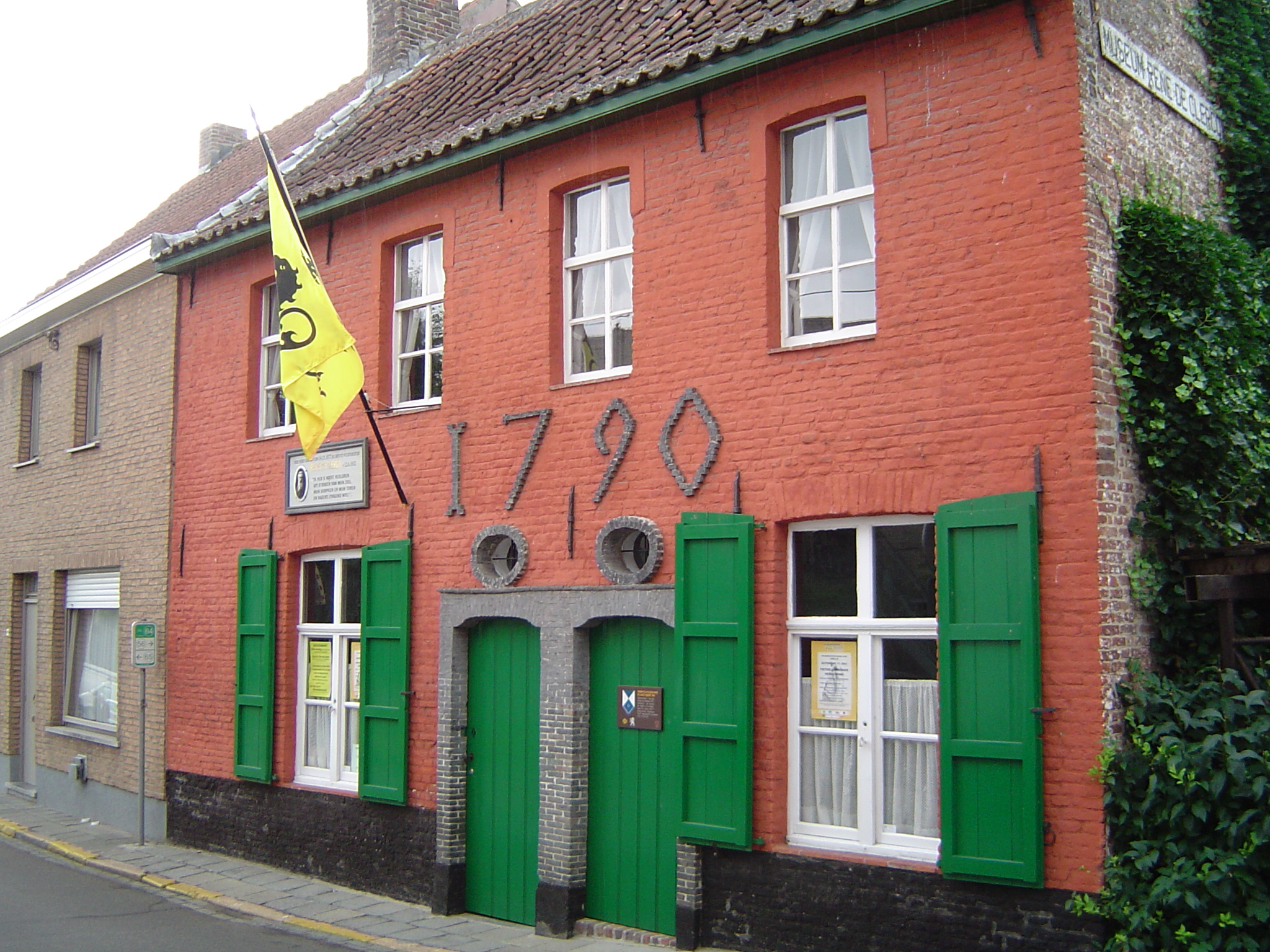
Het museum en geboortehuis van dichter René De Clercq

Het geboortehuis van dichter René De Clercq is een voormalige herberg genaamd Het Damberd gelegen in de Belgische gemeente Deerlijk. 

## Geschiedenis
Het gebouw dateert uit 1790 en is wettelijk beschermd als monument en eigendom van de gemeente. Na een grondige restauratie onder leiding van Monumenten en Landschappen, is er sinds 1991 het museum René De Clercq gevestigd, beheerd door het René De Clercqgenootschap.

## Externe link

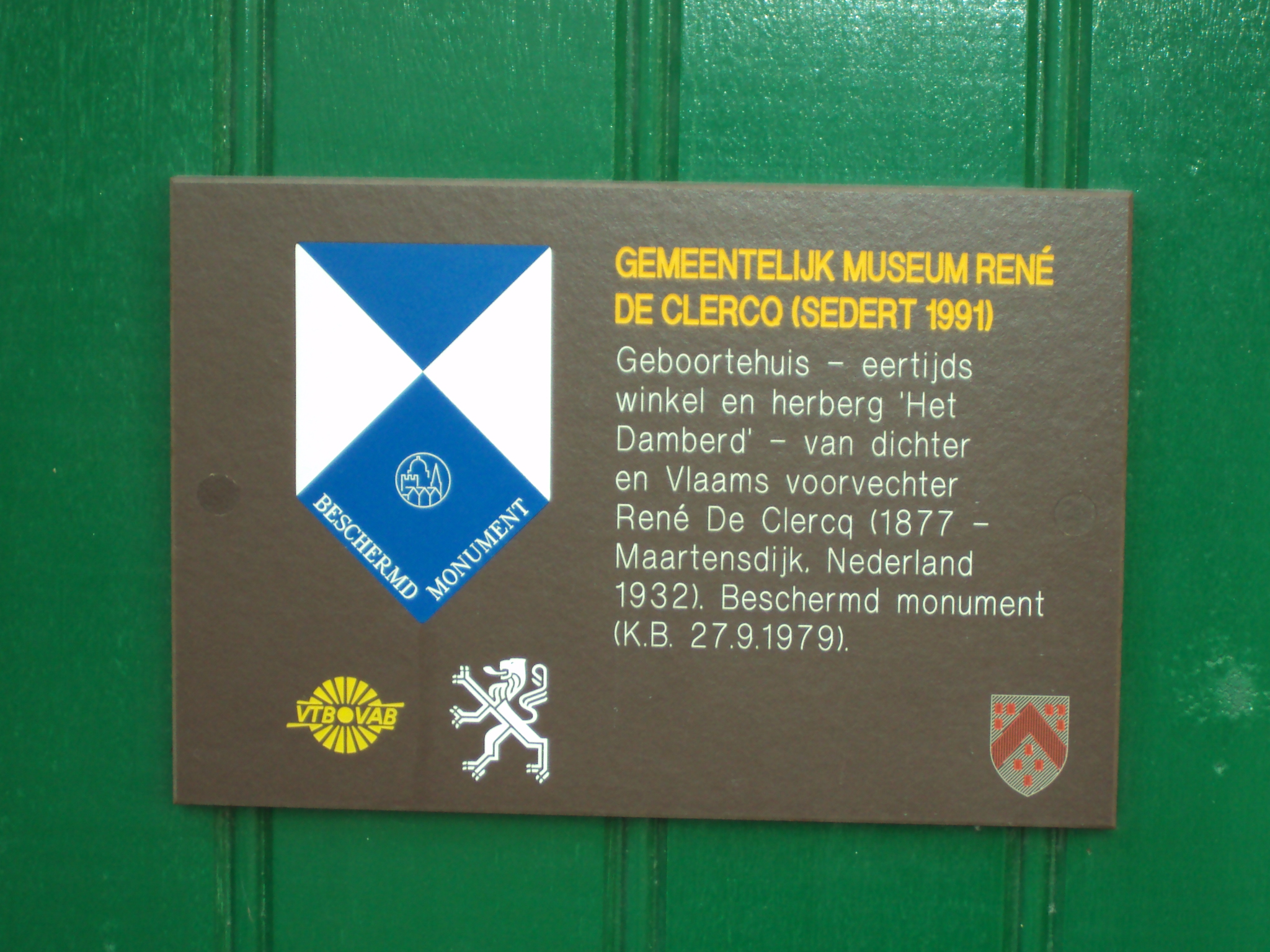
Een beschermd monument

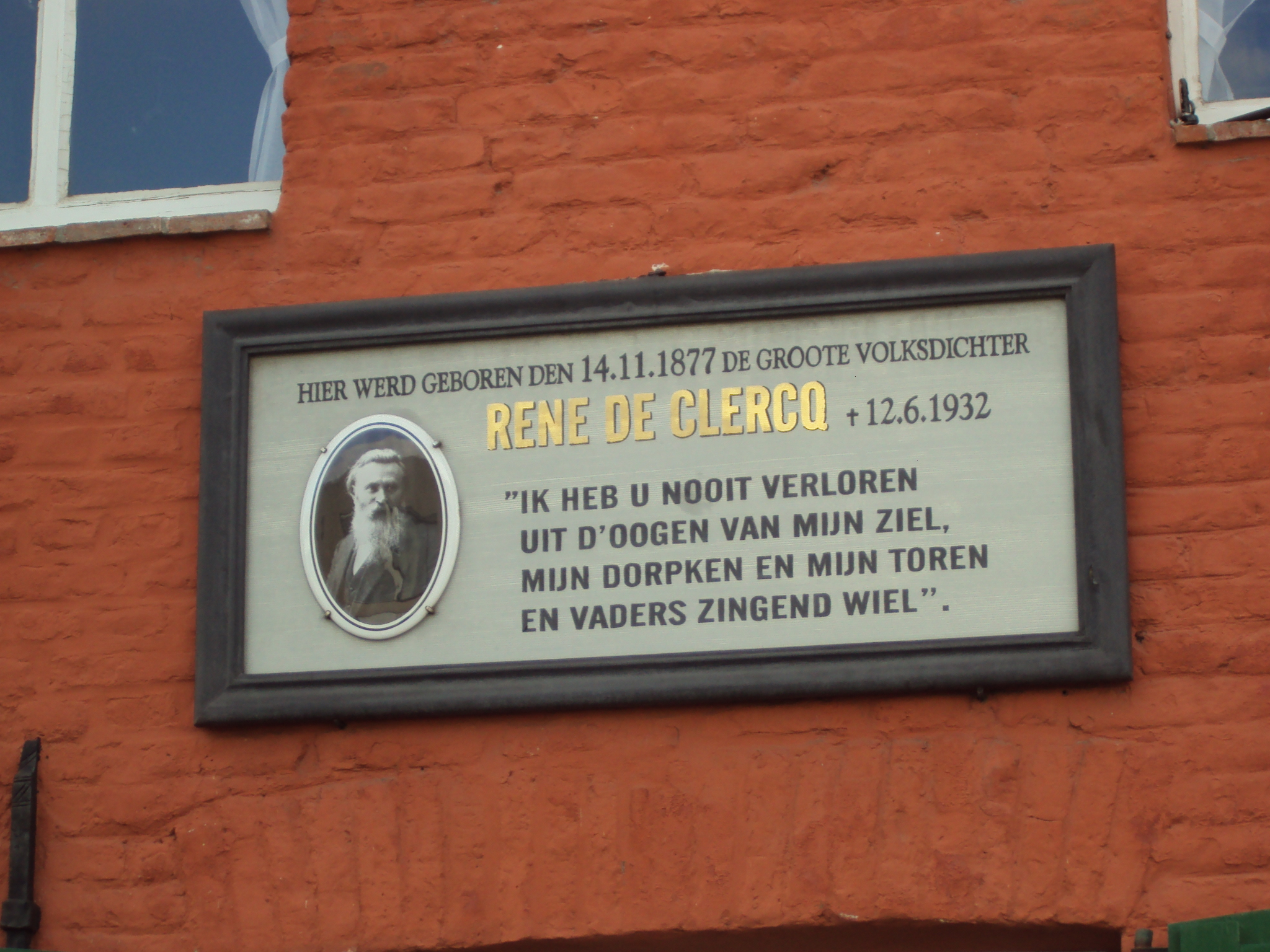
Herinneringsplaat aan het geboortehuis van René De Clercq